# Helmut Ruge

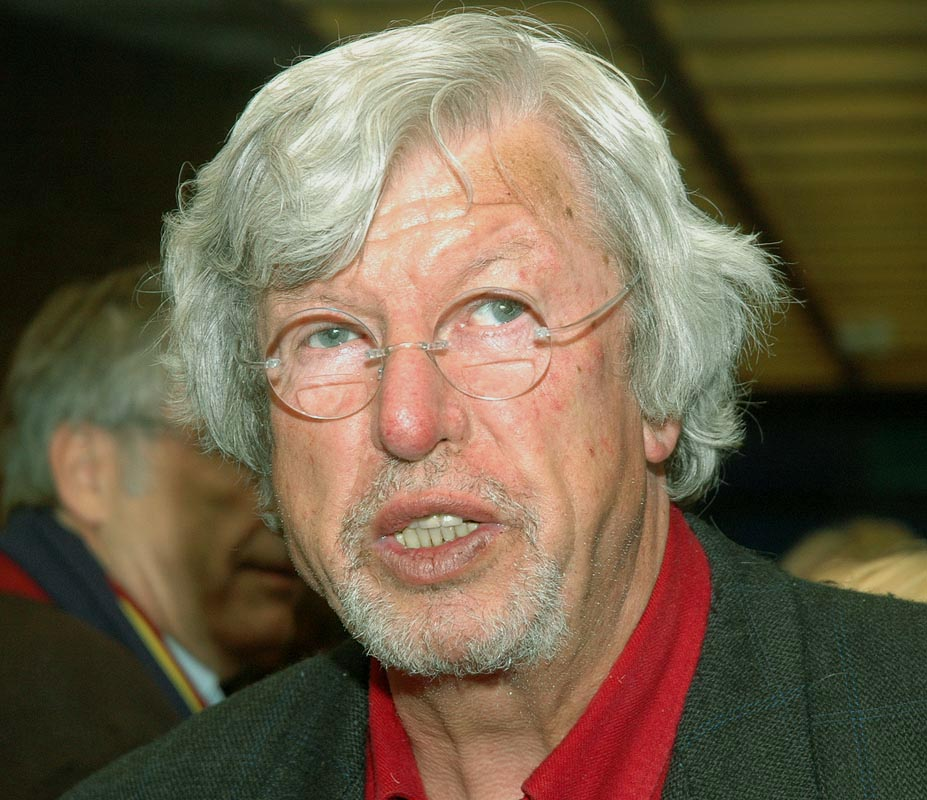
Helmut Ruge (2004)

Helmut Ruge (* 7. Februar 1940 in Stuttgart; † 8. Oktober 2014 in München) war ein deutscher Kabarettist, Autor, Regisseur und Schauspieler.

## Leben und Wirken
Ruge war ursprünglich diplomierter Soziologe und Psychologe. Er verfasste 37 eigene Kabarettprogramme und zehn Theaterstücke. Besondere Bekanntheit erlangte Ruge als fester Partner von Hanns Dieter Hüsch in der langlebigen WDR-Reihe Hammer und Stichel.  Für die gleichfalls bekannten Notizen aus der Provinz war er als Dieter Hildebrandts Co-Autor tätig.
Der Kabarettist war verheiratet und lebte seit 1967 in München. Ruge hatte zwei Söhne und eine Tochter. Seit etwa 2005 trat er gelegentlich zusammen mit seinem Sohn Boris auf. Ruge starb unerwartet im Oktober 2014 im Alter von 74 Jahren in München.
Seine Grabstelle befindet sich auf dem Waldfriedhof (München), Gräberfeld 465, Baumgrab Nr. 140. 

## Auszeichnungen (Auswahl)
- Deutscher Kleinkunstpreis 1974
- Salzburger Stier 1985
- „Stern des Jahres“ der Abendzeitung München
- Schwabinger Kunstpreis 2000
- Kabarettpreis der Landeshauptstadt München 2003